# Justiz und NS-Verbrechen

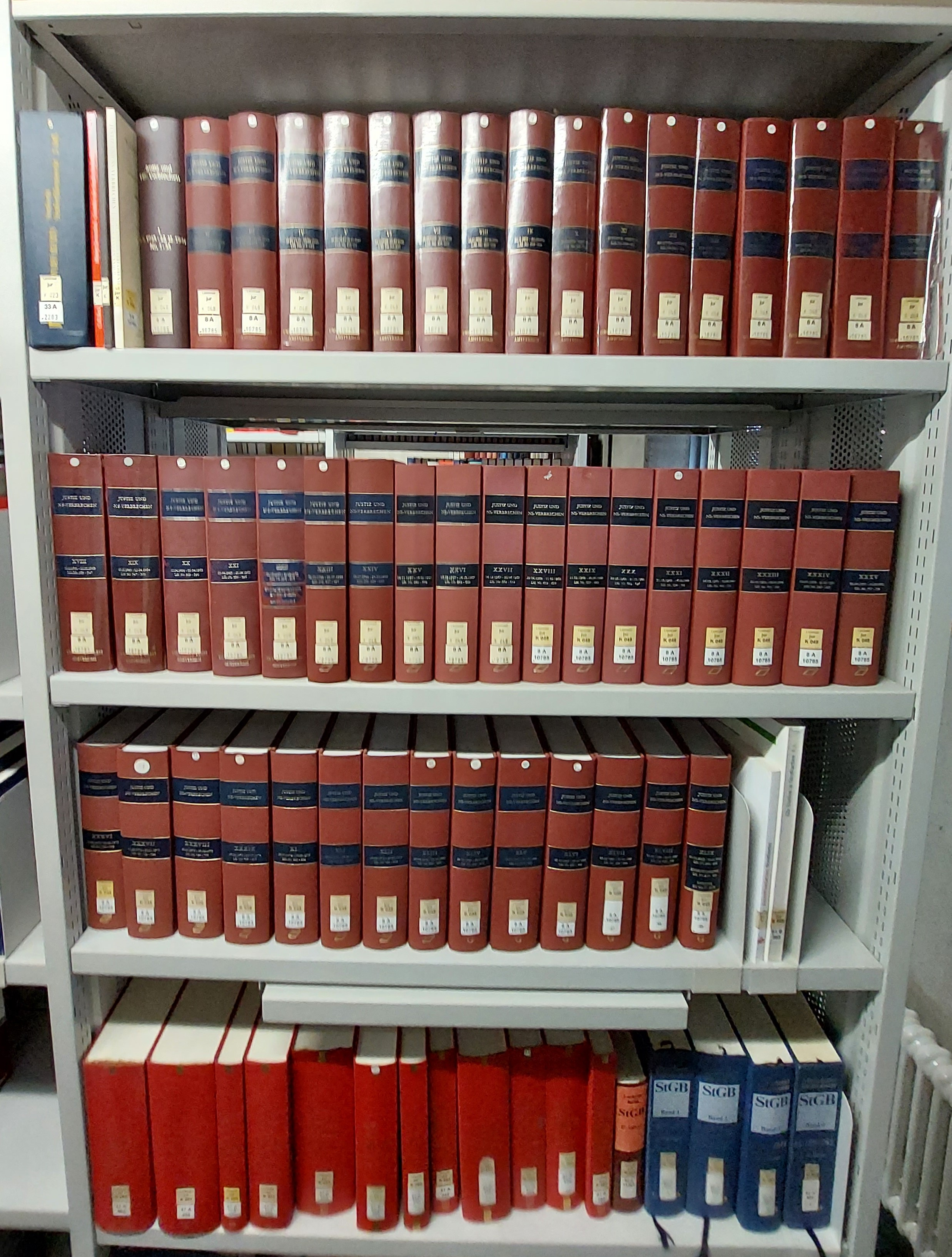
49 Bände in der Präsenzbibliothek

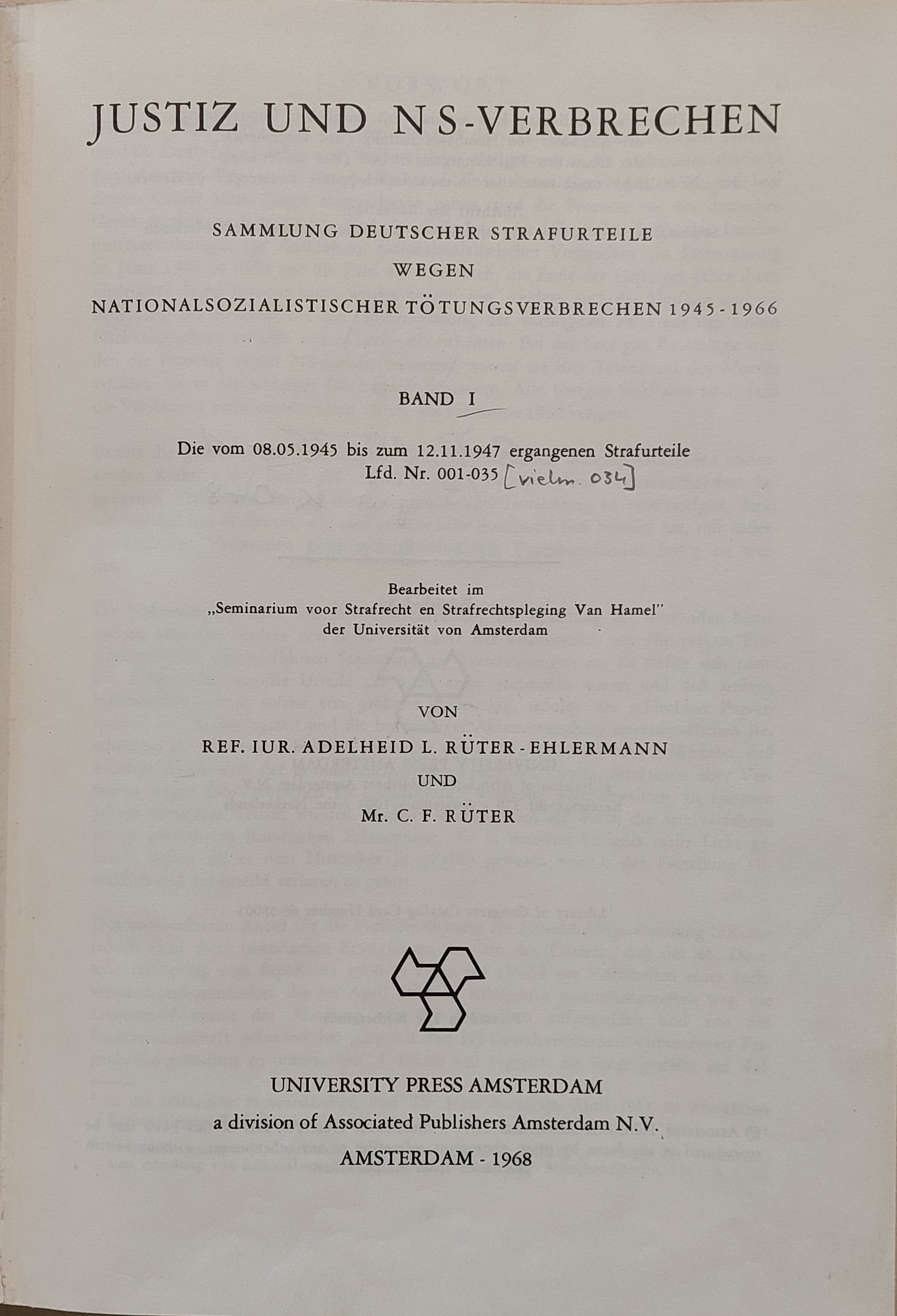
Band 1 (1968)

Zwei Bände der Ausgabe von „DDR-Justiz und NS-Verbrechen“

Justiz und NS-Verbrechen ist eine in gebundenen Bänden veröffentlichte Sammlung von rechtskräftigen Urteilen, die nach Ende des Zweiten Weltkrieges in west- und ostdeutschen NS-Prozessen ergangen sind und nach dem 1. September 1939 begangene nationalsozialistische Tötungsverbrechen zum Gegenstand haben.

## Inhalte der Bände
Die Bände beruhen auf der Arbeit einer Forschungsgruppe der Rechtswissenschaftlichen Fakultät der Universität von Amsterdam und werden von Dick de Mildt und Christiaan F. Rüter herausgegeben.
Der erste Band der Sammlung wurde 1968 veröffentlicht. Bis zum Jahr 2012 sind 49 Bände erschienen, die auch eine Wiedergabe historischer Dokumente umfassen. Die Namen der Täter, Zeugen und Opfer werden in der Regel nicht genannt, sondern durch Anfangsbuchstaben ersetzt. Die Sammlung umfasst über 1500 Gerichtsentscheidungen aus Strafverfahren in der amerikanischen, britischen und französischen Besatzungszone und der Bundesrepublik.
Die ergänzende Sammlung DDR-Justiz und NS-Verbrechen derselben Herausgeber erschien von 2002 bis 2009 und umfasst 14 Bände. Sie enthält über 1.600 Urteile aus Strafverfahren in der sowjetischen Besatzungszone und der DDR sowie Informationen über Rehabilitierungsverfahren in der Bundesrepublik ab 1991.
Mit einer großen Fülle von Forschungsergebnissen zu NS-Verbrechen bietet die Urteilssammlung eine wichtige Quelle zu Einzelfragen der NS-Gewaltverbrechen, zur juristischen Vergangenheitsbewältigung bezüglich des „Dritten Reiches“ ab 1945 und Fragen der Täter- und Opfergruppen.
Die über 600 Urteile der ersten 22 Bände von Justiz und NS-Verbrechen mit Urteilen aus den Jahren 1945 bis 1966 gliedern sich in zwölf Deliktsgruppen: I. Euthanasie (5 % der Urteile), II. Schreibtischverbrechen (1 %), III. Kriegsverbrechen (7 %), IV. Justizverbrechen (3 %), V. Verbrechen an deutschen Soldaten (4 %), VI. Massenvernichtungsverbrechen durch Einsatzgruppen (3 %), VII. Massenvernichtungsverbrechen in Lagern (4 %), VIII. Andere Massenvernichtungsverbrechen (7 %), IX. NS-Gewaltverbrechen in Lagern (19 %), X. Verbrechen der Endphase (36 %), XI. Denunziation (7 %) und XII. Andere NS-Verbrechen (4 %).
Seit Ende 2008 ist die gesamte Urteilssammlung auch online verfügbar.

## Rezension
- Im Newsletter – Informationen des Fritz Bauer Instituts, Nr. 15, Herbst 1998 heißt es: „[die] Verbindung der Urteilssammlung mit aktuellen Forschungsergebnissen des Autors zu den Schwerpunktthemen ‚Euthanasie‘-Verbrechen im Dritten Reich, Schreibtischverbrechen, Justizverbrechen und Denunziationen […] zeigt einmal mehr, daß die Urteilssammlung einen weittragenden ‚Fundus‘ zum Thema NS-Verbrechen bietet und welche zusätzlichen Aspekte aus heutiger Sicht zur Interpretation und Einordnung einbezogen werden können. Insgesamt kann man in den Neuerscheinungen zum Bereich Justiz und NS-Verbrechen ein Plädoyer dafür sehen, die Urteile mehr als bisher in der vergleichenden Forschung zu berücksichtigen.“[5]

## Ausgaben
- Christiaan F. Rüter, Dick W. de Mildt (Hrsg.): Justiz und NS-Verbrechen. Sammlung (west-)deutscher Strafurteile wegen nationalsozialistischer Tötungsverbrechen, 1945–2012. 49 Bände, Amsterdam, München 1968–2012.

Hinweis: Die gesamte Ausgabe enthält eine Eigenheit: Auf der Titelseite des jeweiligen Bandes und auf dem Buchrücken werden die laufenden Nummern-von-bis angegeben, die Nummer-bis ist tatsächlich die erste Nummer des Folgebandes.
- Christiaan F. Rüter, Dick W. de Mildt (Hrsg.): DDR-Justiz und NS-Verbrechen. Sammlung (ost-)deutscher Strafurteile wegen nationalsozialistischer Tötungsverbrechen, 1945–1998. 14 Bände. Amsterdam, München 2002–2009.